# Анас, Азвар
Азва́р Ана́с (индон. Azwar Anas, 2 августа 1931 — 5 марта 2023) — индонезийский государственный деятель, губернатор Западной Суматры (1977—1987), министр транспорта (1988—1991), министр социального обеспечения (1993—1998).

## Биография
Родился 2 августа 1931 года в Паданге, административном центре Западной Суматры.
Окончил Бандунгский технологический институт (1959) и год учился в Сиракузском университете. Поступил на военную службу и прошёл подготовку в Школе офицеров резерва в Богоре, получив звание первого лейтенанта. Служил начальником отдела на заводе армейского оборудования, затем — на других руководящих должностях. Участвовал в испытаниях военной техники. В 1962 году присвоено звание капитана, в 1967 году — майора.
С 1967 года директор компании Purna Sadhana Pindad. С 1970 года в звании полковника технической службы директор компании Semen Padang.
В 1977 году избран губернатором Западной Суматры, став первым военнослужащим на этом посту. Занимал должность губернатора два срока — до 1987 года. В 1986 году уволился из Вооруженных сил Индонезии в звании генерал-майора технической службы.
В 1988—1993 годах министр транспорта. В 1993—1998 годах министр народного благосостояния (социального обеспечения).
В 1991—1999 годах председатель Футбольной ассоциации Индонезии.
Умер 5 марта 2023 года.